# Curzon-Linie
Die Curzon-Linie (benannt nach dem damaligen britischen Außenminister George Curzon) war nach dem Ersten Weltkrieg am 8. Dezember 1919 in Paris unter Bezugnahme auf die Muttersprache der jeweiligen Mehrheitsbevölkerung als polnisch-russische Demarkationslinie vorgeschlagen worden.
Gebiete östlich dieser Linie, die Polen im Polnisch-Sowjetischen Krieg 1919–1921 erobert hatte, wurden nach dem deutschen Überfall auf Polen 1939 entsprechend der geheimen Aufteilungsvereinbarung des Hitler-Stalin-Pakts durch die Sowjetunion besetzt. Die heutige Ostgrenze Polens wurde auf der Konferenz von Jalta 1945 zwischen den USA, der Sowjetunion und Großbritannien vereinbart und entspricht weitgehend der Curzon-Linie.

Grenzverläufe Polens zwischen 1918 und 1947.
Grüne Linie: von den Westalliierten am 8. Dezember 1919 als Demarkationslinie zwischen Sowjetrussland und der Zweiten Republik Polen verkündete, auf dem ethnographischen Prinzip basierende Curzon-Linie.
Blaue Linie: nach Ende des Ersten Weltkriegs bis 1922 durch Eroberungen Polens unter General Józef Piłsudski (Galizien 1919, Wolhynien 1921 und Wilna-Gebiet 1922) jenseits der Curzon-Linie zustande gekommene Grenze, die bis zum 17. September 1939 Bestand hatte.
Gelbe Linie: deutsch-sowjetische Demarkationslinie vom 28. September 1939.
Rote Linie: heutige Staatsgrenze Polens; links die Oder-Neiße-Linie.
Braune Fläche: von Polen nach Ende des Ersten Weltkriegs bis 1922 vorgenommene Gebietserweiterung, die zuvor von Sowjetrussland anerkannt worden war.
Rosa Fläche: von Stalin 1945 für Polen als Kompensation für den Verlust der Gebiete östlich der Curzon-Linie geltend gemachte Ostgebiete des Deutschen Reiches („Westverschiebung“).

## Ausgangslage

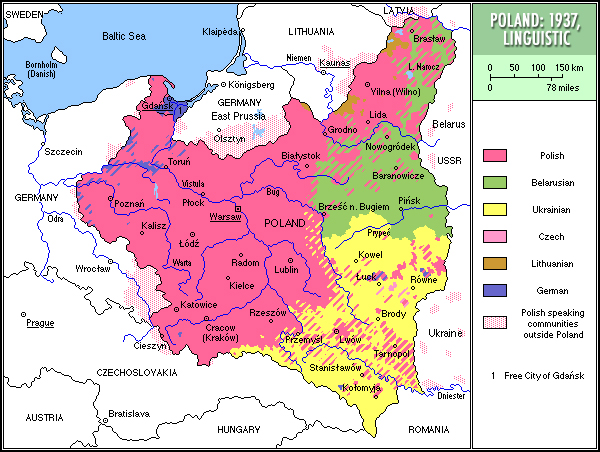
Bevölkerungsstruktur in Polen 1937

Unmittelbar nach dem Ersten Weltkrieg war die Frage nach der politischen Grenze des 1918 wiedergegründeten polnischen Staates zunächst weitgehend offen gewesen. Die zwischenstaatliche, völkerrechtlich anerkannte Grenze zwischen Polen und Deutschland wurde größtenteils durch den Versailler Friedensvertrag festgelegt, die Grenzziehung in Ostpreußen und Oberschlesien sollte nach Volksabstimmungen erfolgen. Weiterhin offengeblieben war jedoch zunächst die Frage nach der Ostgrenze Polens. Es schien nach dem Selbstbestimmungsrecht der Völker naheliegend, als Kriterium für die Grenzfestlegung gegenüber Sowjetrussland die (Mutter-)Sprachmehrheit zu wählen, also die Ostgrenze Polens nach Maßgabe seiner ethnographischen Grenze zu ziehen, was insbesondere der polnische Politiker Roman Dmowski seit langem gefordert hatte – allerdings im Hinblick auf die von ihm angestrebte Annexion deutscher Gebiete. Dieser Ansicht schlossen sich die Westalliierten an, als sie am 8. Dezember 1919 die Curzon-Linie als vorläufige Demarkationslinie zwischen Polen und Sowjetrussland verkündeten. Den Namen „Curzon-Linie“ erhielt die Demarkationslinie erst im Juli 1920, nachdem sie im Zusammenhang mit den Waffenstillstandsverhandlungen der Alliierten im Polnisch-Sowjetischen Krieg vom britischen Außenminister Lord Curzon im Protokoll von Spa als Waffenstillstandslinie vorgeschlagen worden war. Die britische Regierung sicherte dem nach London entsandten Moskauer Unterhändler Lew Kamenew zu, die sowjetischen Forderungen nach den Gebieten östlich dieser Linie zu unterstützen.
Doch weder alle Polen noch Russland akzeptierten den Vorschlag zur Grenzziehung. Unvereinbar mit dem Grenzvorschlag der Curzon-Linie war das Föderationskonzept Józef Piłsudskis (Międzymorze), das die Restauration Polen-Litauens in den vor den Teilungen bestehenden Grenzen vorsah. Piłsudskis Konzept der polnisch-litauisch-belarussisch-ukrainischen Föderation standen vielfältige Interessen entgegen (nationale Interessen bzw. Nationalismus Litauens, von Belarus, der Ukraine sowie von Großrussen, Lenins Konzept der Weltrevolution). Unter Piłsudski wurde die Ostgrenze Polens bis 1923 weit über die Curzon-Linie hinaus nach Osten verschoben: 1919 wurde zunächst Ostgalizien, 1921 Wolhynien und 1920/22 noch das Wilna-Gebiet wiedererobert.
In den von Polen rückeroberten Gebieten, die bis 1772 bzw. 1795 zum polnisch-litauischen Staat gehörten, war die Bevölkerung mit polnischem Selbstverständnis auf Grund der Massendeportationen und Vertreibungen von Polen im gesamten 19. Jahrhundert nunmehr in der deutlichen Minderheit. Im damals russischen Gouvernement Wilna beispielsweise lag der polnische Bevölkerungsanteil im Jahr 1897 bei 8,2 %, während Belarussen 61,2 %, Litauer 17,6 % und Juden 12,8 % stellten;
in Wolhynien betrug der Bevölkerungsanteil der Polen im selben Jahr 6,2 %, während die restliche Bevölkerung zu 73,7 % aus Russen (überwiegend Belarussen), zu 13,2 % aus Juden und zu 5,7 % aus Deutschen bestand. Im Jahr 1900 machte in Galizien der polnische Bevölkerungsteil 54,75 % und der Anteil der Ruthenen 42,20 % aus; in Westgalizien bildeten Polen die Mehrheit, in Ostgalizien die Ruthenen. Die restliche Bevölkerung Galiziens (zusammen unter 10 % der Gesamtpopulation) bestand aus Deutschen, Tschechen, Mährern und Slowaken.
Nach einer Schätzung der britischen Tageszeitung The Times von 1944 lebten im Jahr 1931 in den Gebieten östlich der Curzon-Linie, der sogenannten Kresy, 2,2 bis 2,5 Millionen Polen. Von diesen Polen sollen nach dem Zweiten Weltkrieg 2,1 Millionen nach Westen gezogen sein und sich zu zwei Dritteln in den „neuen Gebieten“ angesiedelt haben, wo sie dann die bisherige deutsche Bevölkerung auf Anordnung der Siegermächte ersetzen sollten.
Am 17. Juli 1920 hatte Sowjetrussland Polen eine weitaus günstigere Grenze östlich der Curzon-Linie vorgeschlagen und damit begründet, dass die Curzon-Linie teilweise „unter dem Druck polenfeindlicher, imperialistischer Forderungen der von den Alliierten unterstützten russischen ‚Weißen‘“ festgelegt worden sei.
Im Polnisch-Sowjetischen Krieg 1919–1921, der mit dem Frieden von Riga endete, konnten weder Polen noch Sowjetrussland ihre Kriegsziele durchsetzen. Sowjetrussland gelang es nicht, seine Einflusssphäre wiederholt nach Westen auszudehnen, aber auch das polnische Ziel einer Wiederherstellung Polen-Litauens in den vor den gewaltsamen Teilungen durch Preußen, Österreich-Ungarn und Russland bestehenden Grenzen wurde nicht erreicht. Auf Grund der Verhandlungssituation nach den Konflikten wurde die Grenze östlich der Curzon-Linie festgelegt.
Der heutige Verlauf der Ostgrenze Polens stimmt weitgehend mit der 1919 vorgeschlagenen Curzon-Linie überein.

## A-Linie
Die Curzon-Linie in der Version „A“ verläuft in etwa vom Südende des Wystiter Sees nach Südosten, dann kurz vor Hrodna (Grodno) nach Süden, verläuft am Fluss Bug entlang und knickt schließlich nach Südwesten ab, bis die Bieszczady nahe dem Lupkapass erreicht werden.
Am Verlauf der nach dem Ersten Weltkrieg vorgeschlagenen Grenzlinie orientierte sich der Deutsch-Sowjetische Grenz- und Freundschaftsvertrag von 1939; es gab einige Abweichungen zugunsten der Sowjetunion (Region Białystok).

## B-Linie
Die Curzon-Linie „B“, die auch 1945 von Roosevelt als östliche Grenze Polens vorgeschlagen wurde, verlief ähnlich wie die Curzon-Linie der A-Version, beließ jedoch Lemberg und Drohobycz auf der polnischen Seite.
Direkt westlich dieser Linie (in Zentral-Polen) dominierten mit großem Abstand die Polen. Zugleich lebten westlich der Curzon-Linie zwischen Warschau und Lublin etwa 1,5 Millionen Ukrainer. In den Gebieten östlich davon stellten die Ukrainer und Belarussen die Mehrheit; es lebten dort aber auch viele Polen (laut der polnischen Volkszählung von 1919 etwa 25 %, nach der Amtszeit Piłsudskis 1936 etwa 36 % der Bevölkerung). In den Städten lebten viele Bürger jüdischen Glaubens, während die Landbevölkerung überwiegend russisch- oder ukrainisch-orthodox war.

## Zweiter Weltkrieg und die Folgen
Im Deutsch-Sowjetischen Grenz- und Freundschaftsvertrag vom 28. September 1939 entsprach die Teilungslinie in etwa der Curzon-Linie; die Sowjetunion besetzte 1939 die Gebiete östlich der Linie und gliederte sie in ihr Territorium ein. Die britische Regierung war während des gesamten Verlaufs des Zweiten Weltkriegs konsequent der Ansicht, dass die Ostgrenze Polens nach Kriegsende auf der Grundlage der Curzon-Linie festzulegen sei. Auf der Konferenz von Teheran hatten Churchill und Roosevelt schließlich Stalins Forderung nach der Curzon-Linie als neuer polnischer Ostgrenze zugestimmt.
Als Nachkriegsregelung vereinbarten die alliierten Regierungschefs Franklin D. Roosevelt (USA), Winston Churchill (Vereinigtes Königreich) mit Josef Stalin (UdSSR) auf der Konferenz von Jalta (4. bis 11. Februar 1945) für Polen gegen das Versprechen, dort freie Wahlen abzuhalten, neue Grenzen, die im Osten mit einigen Vergünstigungen zugunsten Polens annähernd der Curzon-A-Linie entsprachen. Dafür erhielt Polen deutsche Ostgebiete. Die polnische Regierung hatte an der Konferenz nicht teilgenommen – weder die Londoner Exilregierung noch die prosowjetische Lubliner Regierung. Durch diese Regelung sicherte Stalin die Abhängigkeit Polens von der Sowjetunion, denn nur die sowjetische Militärmacht war in der Lage, seine Westgrenze gegen ein neu erstarktes Deutschland zu schützen. Polen wurde zu einer „Nation in Bewegung“. Das kommunistische Polen wurde von Deutschen „gesäubert“ und die Sowjetunion von Polen. Wie die Deutschen in ein „westlicheres Deutschland“ ziehen mussten, so mussten Polen in ein „westlicheres Polen“ ziehen.